# Saint-Géry (Dordogna)
Saint-Géry è un comune francese di 217 abitanti situato nel dipartimento della Dordogna nella regione della Nuova Aquitania.

## Società

### Evoluzione demografica
Abitanti censiti